# 瓜生豊
瓜生 豊（うりゅう ゆたか）（1956年 -）は日本の予備校講師。

## 概要
1956年生まれ。同志社大学文学部英文科卒業。2020年現在も河合塾英語科講師(九州地区)を務める。

## 著作

### 桐原書店
ピアソン桐原のものも含む。
- POWER STAGE英文法・語法問題（2016年12月8日）
- Next Stage英文法・語法問題Best Trainer―確かな実力を養成 （2012年3月）
- Next Stage 英文法・語法問題 3rd edition （2011年11月9日）
- 英語長文問題演習 完成編 (大学入試完全攻略講座) （2011年6月）
- Focus Finder 英文法・語法問題　大学入試攻略のための焦点189 （2011年3月2日）
- 英語長文問題演習 必修編―合格のための極意12 (大学入試完全攻略講座) （2010年11月）
- Next Stage Workbook Vol.5―Part4会話表現,Part5単語・語い （2009年11月）
- 英単語インストーラー1950 （2009年11月）
- New Frame650文法・語法・会話表現・イディオム （2009年11月）
- Next Stage Workbook Vol.4―Part3イディオム （2009年11月）
- Next Stage Workbook Vol.3―Part2語法 （2009年11月）
- Next Stage Workbook Vol.1―Part1文法(第1章〜第9章) （2009年11月）
- 頻出英作文完全対策 (大学受験スーパーゼミ) （2007年12月）
- CDで覚えるNext Stage リピート英単語 （2007年4月）
- Next Stage英文法・語法問題実力養成トレーニング（2007年4月）
- Next Stage リピート英単語 （2006年12月15日）
- 全解説頻出英文法・語法問題1000 (大学受験スーパーゼミ)（2005年10月）
- 全演習英語精選問題700―文法・語法・イディオム・会話表現（2004年12月）
- CDで覚えるNext Stage(ネクステージ)―Next Stage(ネクステージ)英文法・語法問題（2004年12月）
- Next Stage英文法・語法問題―入試英語頻出ポイント215の征服（2004年11月）
- 実力判定英語ファイナルステップ (全演習)（2003年12月）
- NextStage英文法・語法問題―入試英語頻出ポイント205の征服（1999年11月）
- 全解説実力判定英文法ファイナル問題集―文法・語法・イディオム・会話表現の総仕上げ (標準編) (大学受験スーパーゼミ)（1998年9月）
- 頻出英語整序問題850 全解説（1998年7月）
- 全解説入試頻出英語標準問題1100―文法・語法・イディオム・会話表現の総整理 (大学受験スーパーゼミ)（1998年7月）
- 全解説英文法・語法問題1000 (大学受験スーパーゼミ)（1998年7月）
- 全解説頻出英熟語問題1000―基礎チェック問題100付 (大学受験スーパーゼミ)（1998年7月）
- 全演習英語標準問題1000―文法・語法・イディオム・会話表現（1997年3月）
- 全解説入試頻出英語標準問題1100 (大学受験スーパーゼミ)（1996年7月）
- 英文法・語法問題1100 (全演習)（1995年7月）
- 全解説頻出英語熟語問題 1000 (大学受験スーパーゼミ)（1994年6月）

### 河合出版
- リスニングの素 (2013年10月10日)
- ユニット英単語2200 (2019年8月1日)